# Jennifer Dundas
Jennifer Dundas (Boston, 14 januari 1971) is een Amerikaanse actrice.

## Carrière
Dundas begon in 1981 haar carrière als actrice op Broadway op tienjarige leeftijd in het toneelstuk Grown Ups. Zij begon in 1982 met acteren als jeugdactrice voor televisie in de film Little Gloria... Happy at Last, waarna zij nog meerdere rollen speelde in films en televisieseries. In 1996 won zij met de cast de NBR Award met haar acteren in de film The First Wives Club in de categorie Beste Optreden door een Cast. 

## Filmografie

### Films
Uitgezonderd korte films.
- 2022 Master - als Julianne
- 2019 Brittany Runs a Marathon - als Shannon
- 2017 The Post - als Liz Hylton
- 2006 Puccini for Beginners - als Molly
- 2002 Changing Lanes - als Mina Dunne
- 2000 Swimming - als Nicola Jenrette
- 1999 The Kinsey 3 - als Melissa
- 1996 The First Wives Club - als Chris Paradis
- 1994 Radioland Murders - als Deirdre
- 1992 Lorenzo's Oil - als verpleegster Nancy Jo
- 1986 Anastasia: The Mystery of Anna - als Anastasia
- 1986 Legal Eagles - als Jennifer Logan
- 1985 The Beniker Gang - als Cassie Beniker
- 1985 Heaven Help Us - als Boo
- 1984 Mrs. Soffel - als Margaret Soffel
- 1984 The Hotel New Hampshire - als Lilly
- 1982 Little Gloria... Happy at Last - als kleine Gloria

### Televisieseries
Uitgezonderd eenmalige gastrollen.
- 2018 The Looming Tower - als Mary Jo White - 2 afl.
- 2006 Desperate Housewives - als Rebecca Shepard - 2 afl.
- 2002 Benjamin Franklin - als Catherine Ray - 3 afl.

## Theaterwerk Broadway
- 1997 The Little Foxes - als Alexandra Giddens
- 1995 Arcadia - als Thomasina Coverly
- 1988 Ah, Wilderness! - als Mildred Miller
- 1881-1982 Grown Ups - als Edie

- Library of Congress Control Number: no2011124978
- Virtual International Authority File: 180143241
- WorldCat: E39PBJktqkxWq99mDXCtGx6Yfq